# Char B1
Char B1 — французский средний танк 1930-х годов. Разрабатывался с 1921 года. На вооружение был принят в марте 1934 года. Серийно производился с 1935 по 15 июня 1940 года, всего выпущено 403 танка B1 в различных вариантах. B1 активно использовался в боях с германскими войсками в мае—июне 1940 года, несмотря на архаичность конструкции, показал хорошую защищённость. Почти половина выпущенных машин после капитуляции Франции захвачена вермахтом и использовалась им вплоть до 1945 года, послужив также основой для создания самоходных артиллерийских установок и огнемётных танков на их базе. Всего Германия заполучила 161 танк, которые были переименованы в Pz. Kpfw. B2 740(f). Из них 16 танков были переделаны в 105-мм САУ, и ещё около 60 танков — в огнемётные танки.

## История создания
История будущего B1 началась вскоре после окончания Первой мировой войны, в июне 1920 года, когда была принята перспективная программа послевоенного танкостроения. Одной из концепций танка, предусмотренной этой программой, был «боевой танк» (фр. Char de bataille), который занял бы промежуточное место между лёгкими танками поддержки пехоты, такими как FT-17 и тяжёлыми «танками-крепостями» (фр. Char de forteresse), такими как Char 2C. Помимо поддержки пехоты, «боевой танк» должен был быть способен самостоятельно выполнять свои задачи, включая борьбу с вражеской бронетехникой. Хотя генерал Эстьенн, активно продвигавший эту концепцию и впоследствии руководивший работами по «боевому танку», предполагал использование таких танков в составе полностью механизированных подразделений мотопехоты, Пехотное управление, под контроль которого после войны формально перешли все танковые войска, вскоре официально классифицировало будущий танк как средство поддержки пехоты.
Начальные тактико-технические требования к новому танку были сформулированы в январе 1921 года. К разработке были привлечены пять фирм, уже имевших опыт танкового производства: «Делоне-Бельвилль», FAMH («Сен-Шамон»), FCM и работавшие совместно «Рено» и «Шнейдер». Каждая из фирм должна была разработать свой проект, на основе испытаний прототипов которых предполагалось создать единый проект, включавший бы в себя лучшие из представленных решений. Заказ на производство будущего танка, потенциально насчитывавший сотни экземпляров, должен был быть распределён между всеми фирмами-участниками, от которых, в свою очередь, ожидалась полная кооперация и использование своих лучших конструкторских находок в совместном предприятии.
Разработка нового танка тормозилась рядом причин, основной из которых было скудное финансирование армии на протяжении 1920-х годов. Более того, его создание тормозилось Лигой Наций, в свете преобладавших в ней пацифистских настроений, рассматривавшей разработку столь мощного и предполагавшегося к массовому производству танка как подготовку к войне со стороны Франции и угрожавшей ей экономическими санкциями. Тем не менее в мае 1924 года все фирмы смогли представить свои прототипы. Проект «Делоне-Бельвилль» представлял собой по сути, усовершенствованный вариант FT-17 и был отвергнут ещё на ранней стадии, как не соответствующий условиям проекта. Все остальные проекты имели схожую компоновку, с расположением орудия в лобовой части корпуса и башней с пулемётным вооружением. Прототип FCM, FCM 21, использовал ряд решений, ранее применённых на строившихся этой же фирмой танках 2C, в частности элементы подвески и стробоскопические смотровые приборы. На прототипе FAMH использовалась ходовая часть от САУ этой же фирмы, применявшаяся также на танке «Сен-Шамон», а его вооружение состояло из 75-мм пушки в корпусе и двух пулемётов в башне. «Шнейдер» и «Рено» совместно представили два прототипа, SRA и SRB, имевших разную ходовую часть и разные орудия — короткоствольную 75-мм пушку на SRA и длинноствольную 47-мм пушку на SRB. Оба прототипа использовали одинаковые башни с двумя пулемётами. Отличалась у представленных танков и силовая установка, прототипы FCM и FAHM оснащались двигателями фирмы «Панар», в то время как оба прототипа «Рено»—"Шнейдер" — двигателями «Рено».
Результаты испытаний позволили к марту 1925 года более точно сформулировать техническое задание. Масса будущего танка должна составлять 19—22 тонны, а его броня должна защищать от всех видов оружия пехоты. Общая компоновка и форма были в целом заимствованы у SRB. В качестве силовой установки был выбран двигатель «Рено», в сочетании с механизмом поворота «Недер» прототипа FAHM. От него же была заимствована пневматическая подвеска, тогда как гусеницы типа «Хольт» были взяты у FCM 21. Броню танка должен был поставлять FAHM. В январе 1926 года FAHM, FCM и «Рено»-«Шнейдер» получили заказы на изготовление новых прототипов, в целях конспирации обозначавшихся как «Трактор 30» (фр. Tracteur 30). По контрактам, подписанным в марте 1927 года, каждая фирма должна была представить по собственному прототипу. В качестве основного вооружения были выбраны короткоствольные 75-мм пушки, производства FAMH на её и FCM прототипах и производства «Шнейдер» на третьем прототипе. Вспомогательное вооружение прототипов было одинаковым — спаренные 8-мм пулемёты в башне модели ST 4. Толщина бронирования корпуса составляла 25 мм для вертикальных и 10 мм для горизонтальных поверхностей, тогда как толщина литых башни и «рубки» водителя составляла 35 мм.
В условиях скудного финансирования, изготовление прототипов затягивалось, и первый из них, под номером 101, был изготовлен «Рено»-«Шнейдер» к марту 1929 года. Его испытания продолжались до 1930 года, по их результатам проект был вновь доработан. Два новых прототипа, № 102 и № 103, завершённые к сентябрю 1931 года, отличались увеличенной до 40 мм толщиной вертикального бронирования. Все три прототипа были направлены на войсковые испытания. Для придания им возможности борьбы хотя бы с лёгкими танками, в сентябре 1932 года на них были установлены башни модели APX 1, вооружавшиеся короткоствольной 47-мм пушкой и двумя пулемётами. Также доработки, на этот раз уже не принципиальные, были проведены в механизме поворота, прицельных устройствах, радиостанции и подвеске. В таком виде, спустя 13 лет после начала работ по нему, новый танк был в марте 1934 года принят на вооружение под обозначением «Танк B1» (фр. Char B1).

## Серийное производство
Начиная с 1935 года танки строились на заводах пяти фирм:
- Renault (182 единицы),
- FCM (72),
- Schneider (32),
- FAMH (70),
- АМХ (47).

Всего до прекращения производства — 15 июня 1940 года — изготовлено 403 единицы.
Прототипы:
Renault — 2 (№ 001/101, не броневая сталь, январь 1929 года; № 102, лето 1930 года)
FCM — 1 (№ 103, сентябрь 1930 года)
13 марта 1934 года с фирмой Renault был подписан контракт на изготовление семи Char B1. Тогда же танки №№ 102 и 103 было решено довести до уровня серийных образцов.
В1 — 32 танка (№№ 104 — 135), с декабря 1935 по июль 1937 года
В1bis — 369 (№№ 201 — 546, 736—749, 856 — 861, 876 — 878), с апреля 1937 по июнь 1940 года.
| 1939 | 1939 | 1939 | 1939 | 1940 | 1940 | 1940 | 1940 | 1940 | 1940 | Всего |
| ---- | ---- | ---- | ---- | ---- | ---- | ---- | ---- | ---- | ---- | ----- |
| 9    | 10   | 11   | 12   | 1    | 2    | 3    | 4    | 5    | 6    | Всего |
| 4    | 11   | 12   | 15   | 25   | 27   | 45   | 32   | 42   | 27   | 240   |

## Дальнейшее развитие
Танки улучшенной конструкции получили название В1 bis. Их вес увеличился до 32 т, усилено вооружение и толщина брони доведена до 60 мм. При этом сам танк собирался из литых деталей. Ещё одним новшеством было применение гидравлической системы с использованием касторового масла. В 1937 году был изготовлен опытный образец В1ter, получивший дополнительную броню, систему горизонтальной наводки 75 мм орудия. После серий испытаний танк пустили в производство в мае 1940 года. Было изготовлено три ходовых прототипа. Однако было поздно начинать крупносерийное производство ввиду капитуляции Франции.

## Описание конструкции
B1 имел компоновку с расположением основного вооружения в лобовой части корпуса, а вспомогательного — во вращающейся башне. Двигатель и трансмиссия располагались в кормовой части танка. Экипаж танка состоял из четырёх человек: механика-водителя, выполнявшего также функции стрелка из основного орудия; заряжающего обоих орудий; радиста и командира танка, являвшегося также стрелком и отчасти заряжающим 47-мм орудия.

### Вооружение
Основным оружием танка Char В1 bis являлось полуавтоматическое орудие калибра 75 мм образца 1935 г. с длиной ствола 17,1 калибра. Во французском руководстве службы его обозначали как «Canon de 75 mm SA 35» или «Canon de 75 mm S.A. 1935», где S.А. означало «semi-automatique». Для боевой стрельбы применялись выстрелы двух типов, имевшие одинаковую гильзу образца 1934 года (Douille Mle 1934) длиной 245,7 мм: с осколочно-фугасным снарядом образца 1915 года (I’obus explosif Mle 1915) и бронебойным снарядом образца 1910 года (I’obus de rupture Mle 1910).
Бронебойный остроголовый снаряд с донным взрывателем имел длину 238 мм и массу 6,4 кг. Его выстрел массой около 8 кг снаряжался 525 г бездымного пороха марки B.S.P. Начальная скорость снаряда составляла 470 м/с.
Но основным назначением Canon de 75 mm SA 35 была стрельба по живой силе противника и уничтожение легких полевых укреплений. Осколочно-фугасный снаряд с головным взрывателем имел длину 264 мм и массу 5,315 кг. Его выстрел массой около 7 кг снаряжался 540 г бездымного пороха марки B.S.P. Начальная скорость снаряда составляла 500 м/с.
Установленная в башне полуавтоматическая пушка «Canon de 47 SA 1935» калибра 47 мм была специально разработана для танковых башен, производимых фирмой АРХ. Эта пушка имела ствол-моноблок длиной 1,50 м с 20 нарезами глубиной 0,4 мм. Согласно руководству службы Char В1 bis (1939 года), в боекомплект 47-мм пушки Char В1 bis входило 30 бронебойных и 20 осколочных снарядов.
В отделении экипажа правее и ниже 75-мм орудия был неподвижно закреплен 7,5-мм пулемет Chatellerault Mle. 1931. башне был установлен 7,5-мм пулемет с левосторонним заряжанием Reibel Mle. 1934.
Оба пулемета производства Государственного арсенала в Шательро (Manufacture d’armes de Chatellerault, или MAC). Согласно руководству службы Char В1 bis (1939 г.), в боекомплект пулемётов входило 5100 патронов.

### Средства наблюдения и связи
На танк устанавливались рации ER51, ER53 или ER55.
Приборы прицеливания на всех B1 одинаковы: телескопический прицел и перископический бинокуляр.

### Двигатель и трансмиссия
На Char B1 bis рядный 6-цилиндровый карбюраторный двигатель водяного охлаждения фирмы Renault мощностью 307 л. с. при 1900 об/мин соединялся с механической трансмиссией. Она состояла из автоматически выключаемого сцепления Fieux, которое не давало заглохнуть двигателю и облегчало управление, трёхвальной коробки передач с пятью скоростями вперёд и одной назад, двухпоточного дифференциального механизма поворота типа Double Differencial, а также гидростатической передачи Naeder, которая позволяла очень точно поворачивать танк и наводить по горизонтали 75-мм пушку.
Максимальная скорость на пятой передаче составляла 28 км/ч при 1800 об/мин. На первой передаче танк двигался со скоростью 2 км/ч при 1600 об/мин.
Char B1 отличался менее мощным двигателем фирмы Renault мощностью 250 л. с.

### Ходовая часть
На один борт: 14 опорных и 2 натяжных катка, переднее ведущее и заднее направляющее колесо; ширина траков — 460 мм (В1), 500 мм (B1bis).

## Модификации
Char B1: Первоначальный вариант танка. Производство началось в 1935 году. Основное вооружение — 75 мм орудие SA35. В небольшой башне устанавливалось 47 мм короткоствольное орудие SA34, которое было неэффективно против танков с броней более 20 мм. Из-за своей медлительности и недостаточного вооружения к началу Второй мировой войны устарел, тем не менее, всё ещё мог применяться как танк поддержки пехоты и для борьбы со старыми моделями немецких танков. Его главное достоинство — 40 мм бронирование, но к тому времени новые немецкие танки (Pz III Ausf. H и Pz. IV Ausf. A) могли ограниченно пробивать такую броню. Выпущено 35 единиц.
Char B1 bis: Самый массовый вариант, производился с 1937 года. Новая башня APX 4 с 57 мм лобового бронирования и новым длинноствольным 47 мм орудием SA35. Бронирование корпуса увеличилось до 60 мм, установили более мощный двигатель (на 307 л. с.) и дополнительный запас топлива. Танк требовал хорошее техническое обслуживание и много танков вышло из строя по дороге на фронт. Мощное 60 мм бронирование не пробивал ни один немецкий танк. А длинноствольное 47 мм орудие пробивало все немецкие танки того времени. Выпущено 365 единиц.
Char B1 ter: прототип был построен в 1937 году. Однако производство было сосредоточено на B1-bis. Добавлялся новый член экипажа. Теперь танк имел больше места в боевом отделении и увеличенную до 70 мм броню корпуса. Также было добавлено горизонтальное (правда всего 10 гр.) наведение 75 мм орудия. Серийно не производился.

## Машины на базе B1
- 10,5 cm leFH 18/3(Sf.) B2(f) — В марте 1941 года было заказано 16 самоходок, оснащенных 105-мм гаубицей 10,5 cm leFH 18/3(Sf). Башня танка с 47-мм орудием и 75-мм гаубица в корпусе демонтировались. На крыше боевого отделения устанавливалась неподвижная рубка, в лобовом листе которой монтировалось немецкое орудие. Толщина брони рубки составляла 20 мм, крыша отсутствовала. Производство этих САУ, началось лишь в декабре 1941 года. Изготовил их завод Alkett, по 5 машин в январе-феврале и 6 в марте 1942 года. Все машины поступили во вновь сформированную 26-ю танковую дивизию. В июле 1943 года САУ отправили на итальянскую Сардинию, где их включили в 190-й артполк 90-й панцергренадерской дивизии. Дальнейшая судьба неизвестна.

- Flamm.Pz.B2 740(f) — Модификация, проводимая вермахтом. Доработки сводились к монтажу огнемёта, аналогичного тому, что использовался на Flamm. Pz. II, вместо 75-мм гаубицы в шаровой установке. Над огнемётом сооружалась будка с прицельным приспособлением для огнемётчика. Поскольку внутри танка места для резервуара с огнесмесью не нашлось, его пришлось установить на корме, обшив 30-мм листами брони. Баллоны со сжатым воздухом находились внутри боевого отделения. Действие огнемета обеспечивалось двухтактным мотоциклетным мотором. Ещё одной отличительной особенностью огнемётного варианта стала перенесённая на правый борт антенна радиостанции FuG5. К 20 июня 1941 года были закончены 24 танка первой серии; как минимум 3 из них были переделаны из В1. Поступили в 102-й огнеметный танковый батальон. 23 июня он прибыл в распоряжение 17-й Армии Группы Армий Юг. В ходе недели штурма 6-го Рава-Русского УР, две машины были потеряны безвозвратно. К 27 июля батальон был отозван с фронта из-за потери боеспособности (техническая неисправность). Танки второй серии получили модернизированную огнеметную установку в шаровой опоре и перенесенный на корму корпуса в бронированный контейнер бак для смеси. Первые 8 Pz.B2 были переделаны в ноябре — декабре 1941 года. Всего было сделано 60 машин второй серии. В феврале 1942 года первые 12 танков, а также 4 линейных, убыли в Крым в составе 223-й танковой роты, позже развернутой в батальон. 213-й танковый батальон, размещавшийся на острове Джерси, получил 10 таких машин и еще 26 линейных. В разное время они состояли на вооружении в 100-й танковой бригаде, 7-й горной дивизии СС "Принц Ойген", 1-й и 14-й танковых дивизиях, 12-м танковом батальоне ОН, 224-й танковой роте и прочих частях.

- Fahrschulpanzer B2(f) — Довольно значительное количество трофейных B1bis было переоборудовано в учебные танки и получили обозначение Fahrschulpanzer B2(f). Все изменения сводились к демонтажу башни с вооружением и 75-мм гаубицы, установке поручней на корпусе, а также к замене части французского оборудования на немецкое.

## Состоял на вооружении

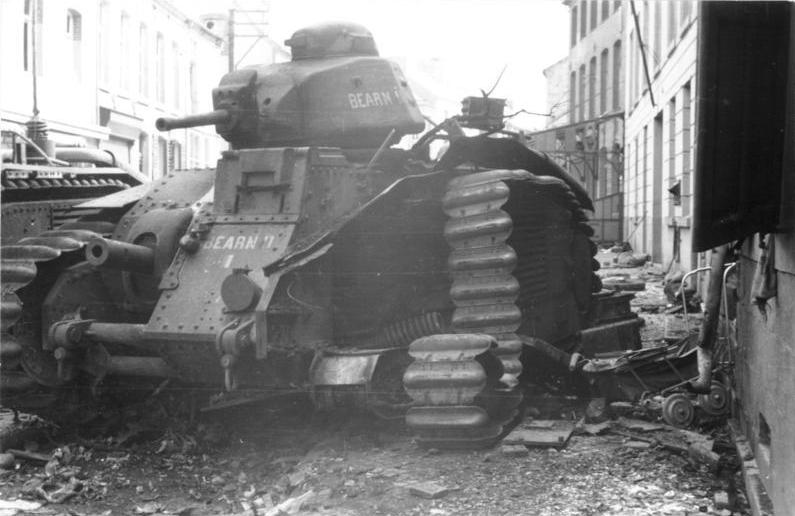
Май 1940.
Подбитый «Char B1»

- Франция
- Германия — ~160 танков

## Эксплуатация и боевое применение
Из 342 боеготовных машин — порядка 200 было выведено из строя в боях. Несмотря на лобовую 60 мм броню, мощную 75 мм и 47 мм пушку, B1 bis имел серьёзный недостаток — роли членов экипажа. Командир наводил, заряжал и стрелял из 47 мм орудия, механик-водитель стрелял из 75 мм орудия и пулемёта. В дополнение ко всему этому немецкая авиация господствовала в воздухе, что позволяло быстро обнаружить танк. Танк не отличался компактностью — его было трудно спрятать. Разгром Франции позволил немцам брать B1 трофеем. Однако в ряде случаев танк показал исключительные примеры выживания при плотном огне противника. Например Char B1 под командованием Пьера Бийота в бою 16 мая 1940 года за деревню Стони получил 140 попаданий, и при этом не был выведен из строя ни один жизненно важный модуль машины.
После капитуляции Франции уцелевшие танки, около 160 единиц, поступили в распоряжение Вермахта. Однако, техническое состояние большинства оставляло желать лучшего. Машины требовали серьёзных ремонтов, восстановления. В процессе модернизации заменяли радиостанции, командирские башенки. В начале 1941 года часть танков переоборудовали в огнемётные, а ещё позже некоторые в учебные. Столкнувшись на Восточном фронте с советскими тяжёлыми танками немцы, фактически, не имевшие таковых в своём распоряжении, задумались о применении французских трофейных танков, пока тяжёлый танк «Тигр» ещё находился на стадии разработки. Известно, что 12 огнеметных B1 и 4 линейных использовались немцами в 1942 году в составе 223-й отдельной танковой роты в Крыму. Ещё 24 машины поступили в 100-ю танковую бригаду во Франции, по 10 — в 213-й танковый батальон на оккупированных Нормандских островах и 7-ю горную дивизию СС на Балканах. Так же 24 этих танка применялись ещё на начальном этапе войны с СССР летом 1941 года в составе 102-го огнеметного танкового батальона на Украине. При этом были потеряны как минимум два танка.

## B массовой культуре
- Char B1 bis являлся частью первой миссии кампании за Германию в компьютерной игре «Противостояние 3».
- Под названием Pz Kpfw b1 встречается также в игре «В тылу врага. Чёрные бушлаты».
- Присутствует в стратегии в реальном времени Gates of Hell: Ostfront как Pz.Kpfw. B2.

- Встречается в стратегии R.U.S.E. в качестве французского танка и трофейного немецкого.
- Трофейный танк PzKpfw B2 740(f), самоходная артиллерийская установка 10,5 cm leFH 18/3(Sf.) B2(f) и их изначальный вариант B1 присутствуют в MMO-игре World of Tanks.
- B1 bis и B1 ter представлены в MMO-игре War Thunder.
- Встречается в игре Panzer General.